# Mistrzostwa Australii w piłce nożnej

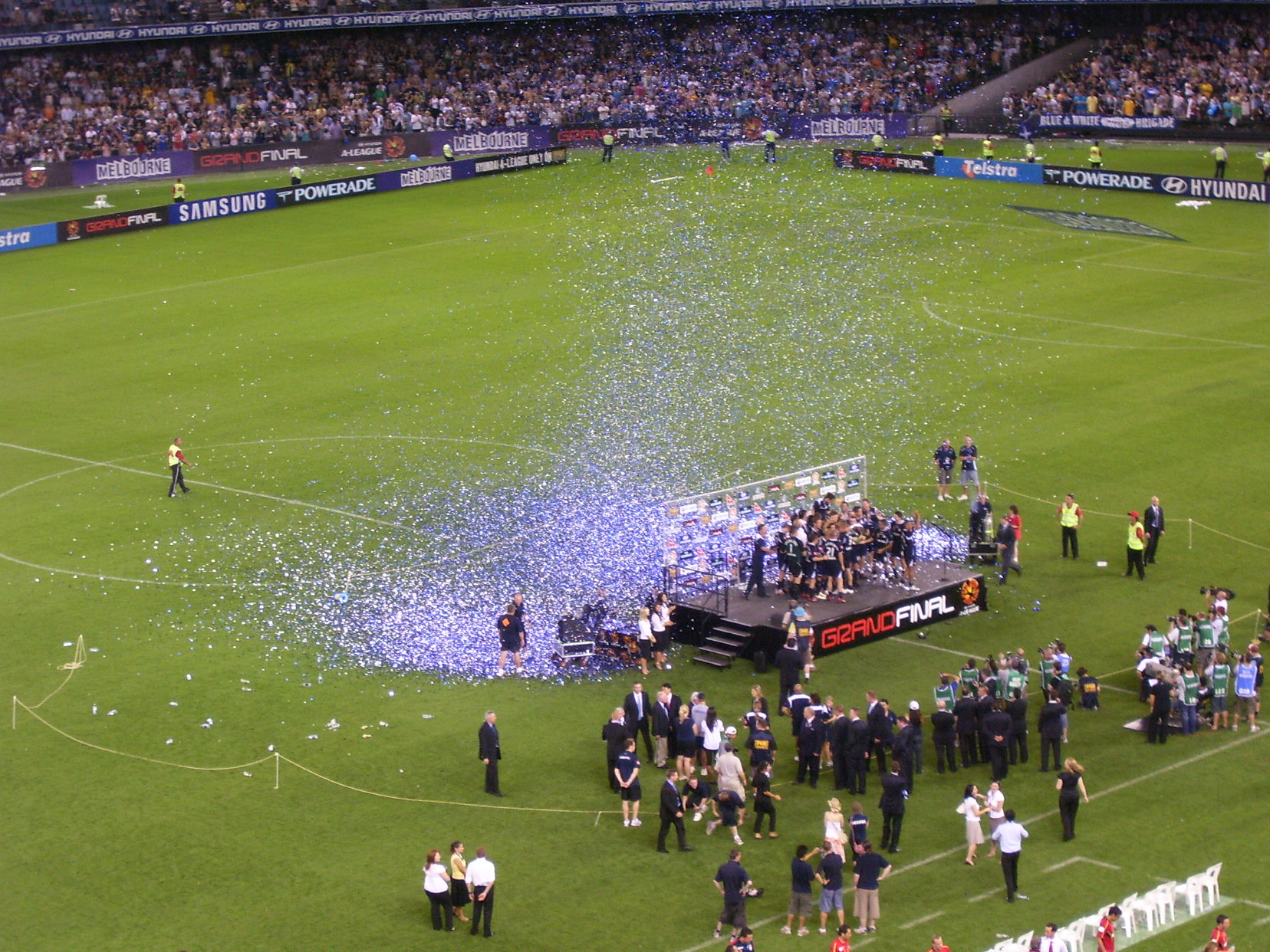
Drużyna Melbourne Victory FC fetująca tytuł mistrzowski w meczu Grand Final (2006/2007)

Mistrzostwa Australii w piłce nożnej – rozgrywki piłkarskie, prowadzone cyklicznie (corocznie lub cosezonowo), mające na celu wyłonienie najlepszej męskiej drużyny w Australii.

## Tło historyczne
Pierwsze plany, które miały na celu utworzenia piłkarskich rozgrywek ligowych na szczeblu krajowym pojawiały się na przełomie lat 60. i 70. XX wieku, jednak niechęć piłkarskich federacji stanowych oraz klubów przyczyniły się do zaniechania tego planu. Dopiero awans reprezentacji Australii na Mistrzostwa Świata w 1974 roku, przyczynił się do utworzenia pierwszych rozgrywek ligowych na szczeblu krajowym, które zostały zainicjowane w 1977 roku.
W 1977 roku zostały zainicjowane rozgrywki National Soccer League (NSL), które organizowane były przez Australian Soccer Association (ASA, Soccer Australia). W latach 1977 – 1983 oraz w 1987 roku mistrz Australii wyłaniany był po zakończeniu rozgrywek ligowych  . W Australii tradycyjnie mistrz rozgrywek wyłaniany był po zakończeniu sezonu zasadniczego, w trakcie serii finałowej rozgrywek. W latach 1978 – 1980 oraz w 1982 roku po zakończeniu sezonu ligowego zostały rozegrane serie finałowe, które miały charakter pokazowy i niedecydowany o tytule mistrzowskim  . Po raz pierwszy w 1984 roku rozgrywki zostały podzielone na dwie części: sezon zasadniczy i serię finałową, która to decydowała o tytule mistrza kraju . Początkowo taka forma rozgrywek obowiązywała w latach 1984 – 1986, a od 1988 roku taka forma rozgrywek weszła już na stałe, aż do likwidacji ligi NSL po sezonie 2003/2004   .
Po likwidacji ligi NSL (m.in. ze względu na problemu finansowe) od sezonu 2005/2006 zostały rozpoczęte nowe rozgrywki pod nazwą A-League, które organizowane są przez Football Federation Australia (FFA). Mistrz kraju wyłaniany jest po zakończeniu sezonu zasadniczego, w trakcie rozgrywania serii finałowej rozgrywek.
Najwięcej razy po tytuł mistrzowski (aż czterokrotnie) w historii australijskiej piłki sięgały drużyny: Marconi Stallions, Melbourne Victory FC, South Melbourne FC i Sydney City, Sydney FC.

## Mistrzowie, medaliści i finaliści rozgrywek

### National Soccer League
| Sezon     | Liczba tytułów | Sezon zasadniczy       | Sezon zasadniczy   | Sezon zasadniczy      | Seria finałowa                     | Seria finałowa                     |
| Sezon     | Liczba tytułów | I miejsce              | II miejsce         | III miejsce           | Zwycięzca Grand Final              | Finalista Grand Final              |
| --------- | -------------- | ---------------------- | ------------------ | --------------------- | ---------------------------------- | ---------------------------------- |
| 1977      | 1              | Eastern Suburbs        | Marconi Fairfield  | Fitzroy United        | seria finałowa nie była rozgrywana | seria finałowa nie była rozgrywana |
| 1978      | 1              | West Adelaide          | Eastern Suburbs    | South Melbourne FC    | Eastern Suburbs                    | Marconi Fairfield                  |
| 1979      | 1              | Marconi Fairfield      | Heidelberg United  | Sydney City           | Sydney City                        | Brisbane City FC                   |
| 1980      | 2              | Sydney City            | Heidelberg United  | South Melbourne FC    | Heidelberg United                  | Sydney City                        |
| 1981      | 3              | Sydney City            | South Melbourne FC | Brisbane City FC      | seria finałowa nie była rozgrywana | seria finałowa nie była rozgrywana |
| 1982      | 4              | Sydney City            | St. George Saints  | Wollongong City       | St. George Saints                  | Sydney City                        |
| 1983      | 1              | St. George Saints      | Sydney City        | Preston Lions FC      | seria finałowa nie była rozgrywana | seria finałowa nie była rozgrywana |
| 1984      | 1              | Sydney City            | Sydney Olympic     | Marconi Fairfield     | South Melbourne FC                 | Sydney Olympic                     |
| 1984      | 1              | South Melbourne FC     | Heidelberg United  | Melbourne Croatia     | South Melbourne FC                 | Sydney Olympic                     |
| 1985      | 1              | Sydney City            | Sydney Croatia     | Marconi Fairfield     | Brunswick Juventus                 | Sydney City                        |
| 1985      | 1              | South Melbourne FC     | Brunswick Juventus | Heidelberg United     | Brunswick Juventus                 | Sydney City                        |
| 1986      | 1              | Sydney Croatia         | Sydney Olympic     | St. George Saints     | Adelaide City                      | Sydney City                        |
| 1986      | 1              | Brunswick Juventus     | Footscray JUST     | Adelaide City         | Adelaide City                      | Sydney City                        |
| 1987      | 1              | APIA Leichhardt Tigers | Preston Lions FC   | St. George Saints     | seria finałowa nie była rozgrywana | seria finałowa nie była rozgrywana |
| 1988      | 2              | Wollongong City        | Sydney Croatia     | South Melbourne FC    | Marconi Fairfield                  | Sydney Croatia                     |
| 1989      | 3              | Marconi Fairfield      | St. George Saints  | Sydney Olympic        | Marconi Fairfield                  | Sydney Olympic                     |
| 1989/1990 | 1              | Marconi Fairfield      | South Melbourne FC | Melbourne Croatia     | Sydney Olympic                     | Marconi Fairfield                  |
| 1990/1991 | 2              | Melbourne Croatia      | South Melbourne FC | Adelaide City         | South Melbourne FC                 | Melbourne Croatia                  |
| 1991/1992 | 2              | Melbourne Croatia      | Sydney Olympic     | South Melbourne FC    | Adelaide City                      | Melbourne Croatia                  |
| 1992/1993 | 4              | South Melbourne FC     | Marconi Fairfield  | Adelaide City         | Marconi Fairfield                  | Adelaide City                      |
| 1993/1994 | 3              | Melbourne Knights      | South Melbourne FC | Sydney United         | Adelaide City                      | Melbourne Knights                  |
| 1994/1995 | 1              | Melbourne Knights      | Adelaide City      | Sydney United         | Melbourne Knights                  | Adelaide City                      |
| 1995/1996 | 2              | Marconi Fairfield      | Melbourne Knights  | Sydney Olympic        | Melbourne Knights                  | Marconi Fairfield                  |
| 1996/1997 | 1              | Sydney United          | Brisbane Strikers  | South Melbourne FC    | Brisbane Strikers                  | Sydney United                      |
| 1997/1998 | 3              | South Melbourne FC     | Carlton SC         | Adelaide City         | South Melbourne FC                 | Carlton SC                         |
| 1998/1999 | 4              | Sydney United          | South Melbourne FC | Perth Glory FC        | South Melbourne FC                 | Sydney United                      |
| 1999/2000 | 1              | Perth Glory FC         | Wollongong Wolves  | Carlton SC            | Wollongong Wolves                  | Perth Glory FC                     |
| 2000/2001 | 2              | South Melbourne FC     | Wollongong Wolves  | Perth Glory FC        | Wollongong Wolves                  | South Melbourne FC                 |
| 2001/2002 | 2              | Perth Glory FC         | Newcastle United   | Sydney Olympic Sharks | Sydney Olympic Sharks              | Perth Glory FC                     |
| 2002/2003 | 1              | Sydney Olympic         | Perth Glory FC     | Parramatta Power      | Perth Glory FC                     | Sydney Olympic                     |
| 2003/2004 | 2              | Perth Glory FC         | Parramatta Power   | Adelaide United       | Perth Glory FC                     | Parramatta Power                   |

Źródło: OzFootball.net i Worldfootball.net.
Legenda:

 South Melbourne FC  mistrz kraju.

### A-League
| Sezon     | Liczba tytułów | Sezon zasadniczy            | Sezon zasadniczy            | Sezon zasadniczy          | Seria finałowa            | Seria finałowa              |
| Sezon     | Liczba tytułów | I miejsce                   | II miejsce                  | III miejsce               | Zwycięzca Grand Final     | Finalista Grand Final       |
| --------- | -------------- | --------------------------- | --------------------------- | ------------------------- | ------------------------- | --------------------------- |
| 2005/2006 | 1              | Adelaide United FC          | Sydney FC                   | Central Coast Mariners FC | Sydney FC                 | Central Coast Mariners FC   |
| 2006/2007 | 1              | Melbourne Victory FC        | Adelaide United FC          | Newcastle United Jets FC  | Melbourne Victory FC      | Adelaide United FC          |
| 2007/2008 | 1              | Central Coast Mariners FC   | Newcastle United Jets FC    | Sydney FC                 | Newcastle United Jets FC  | Central Coast Mariners FC   |
| 2008/2009 | 2              | Melbourne Victory FC        | Adelaide United FC          | Queensland Roar FC        | Melbourne Victory FC      | Adelaide United FC          |
| 2009/2010 | 2              | Sydney FC                   | Melbourne Victory FC        | Gold Coast United FC      | Sydney FC                 | Melbourne Victory FC        |
| 2010/2011 | 1              | Brisbane Roar FC            | Central Coast Mariners FC   | Adelaide United FC        | Brisbane Roar FC          | Central Coast Mariners FC   |
| 2011/2012 | 2              | Central Coast Mariners FC   | Brisbane Roar FC            | Perth Glory FC            | Brisbane Roar FC          | Perth Glory FC              |
| 2012/2013 | 1              | Western Sydney Wanderers FC | Central Coast Mariners FC   | Melbourne Victory FC      | Central Coast Mariners FC | Western Sydney Wanderers FC |
| 2013/2014 | 3              | Brisbane Roar FC            | Western Sydney Wanderers FC | Central Coast Mariners FC | Brisbane Roar FC          | Western Sydney Wanderers FC |
| 2014/2015 | 3              | Melbourne Victory FC        | Sydney FC                   | Adelaide United FC        | Melbourne Victory FC      | Sydney FC                   |
| 2015/2016 | 1              | Adelaide United FC          | Western Sydney Wanderers FC | Brisbane Roar FC          | Adelaide United FC        | Western Sydney Wanderers FC |
| 2016/2017 | 3              | Sydney FC                   | Melbourne Victory FC        | Brisbane Roar FC          | Sydney FC                 | Melbourne Victory FC        |
| 2017/2018 | 4              | Sydney FC                   | Newcastle United Jets FC    | Melbourne City FC         | Melbourne Victory FC      | Newcastle United Jets FC    |
| 2018/2019 | 4              | Perth Glory FC              | Sydney FC                   | Melbourne Victory FC      | Sydney FC                 | Perth Glory FC              |

Źródło: Ultimatealeague.com i Worldfootball.net.
Legenda:

 Brisbane Roar  mistrz kraju.

## Statystyki
W dotychczasowej historii Mistrzostw Australii, tytuł mistrzowski zdobywało 19 zespołów, a na podium rozgrywek stawało łącznie 29 zespołów.
| Lp. | Klub                        | Tytuły mistrzowskie | Sezon zasadniczy | Sezon zasadniczy | Sezon zasadniczy | Seria finałowa        | Seria finałowa        |
| Lp. | Klub                        | Tytuły mistrzowskie | I miejsce        | II miejsce       | III miejsce      | Zwycięzca Grand Final | Finalista Grand Final |
| --- | --------------------------- | ------------------- | ---------------- | ---------------- | ---------------- | --------------------- | --------------------- |
| 1   | Sydney City                 | 4                   | 6                | 2                | 1                | 2                     | 4                     |
| 2   | South Melbourne FC          | 4                   | 5                | 5                | 5                | 4                     | 1                     |
| 3   | Marconi Fairfield           | 4                   | 4                | 2                | 2                | 3                     | 3                     |
| 4   | Sydney FC                   | 4                   | 3                | 3                | 1                | 4                     | 1                     |
| 5   | Melbourne Victory FC        | 4                   | 3                | 2                | 2                | 4                     | 2                     |
| 6   | Brisbane Roar               | 3                   | 2                | 1                | 3                | 3                     | 0                     |
| 7   | Adelaide City               | 3                   | 0                | 1                | 4                | 3                     | 2                     |
| 8   | Perth Glory FC              | 2                   | 4                | 1                | 3                | 2                     | 4                     |
| 9   | Melbourne Knights           | 2                   | 4                | 1                | 2                | 2                     | 3                     |
| 10  | Sydney Olympic              | 2                   | 1                | 3                | 3                | 2                     | 3                     |
| 11  | Wollongong Wolves           | 2                   | 1                | 2                | 1                | 2                     | 0                     |
| 12  | Adelaide United             | 1                   | 2                | 2                | 3                | 1                     | 2                     |
| 13  | Central Coast Mariners      | 1                   | 2                | 2                | 2                | 1                     | 3                     |
| 14  | St. George Saints           | 1                   | 1                | 2                | 2                | 1                     | 0                     |
| 15  | Brunswick Juventus          | 1                   | 1                | 1                | 0                | 1                     | 0                     |
| 16  | APIA Leichhardt Tigers      | 1                   | 1                | 0                | 0                | 0                     | 0                     |
| 16  | West Adelaide               | 1                   | 1                | 0                | 0                | 0                     | 0                     |
| 18  | Newcastle United Jets       | 1                   | 0                | 3                | 1                | 1                     | 1                     |
| 19  | Brisbane Strikers           | 1                   | 0                | 1                | 0                | 1                     | 0                     |
| 20  | Sydney United               | 0                   | 3                | 2                | 2                | 0                     | 3                     |
| 21  | Western Sydney Wanderers FC | 0                   | 1                | 2                | 0                | 0                     | 3                     |
| 22  | Heidelberg United           | 0                   | 0                | 3                | 2                | 1                     | 0                     |
| 23  | Carlton SC                  | 0                   | 0                | 1                | 1                | 0                     | 1                     |
| 23  | Parramatta Power            | 0                   | 0                | 1                | 1                | 0                     | 1                     |
| 25  | Preston Lions FC            | 0                   | 0                | 1                | 1                | 0                     | 0                     |
| 26  | Footscray JUST              | 0                   | 0                | 1                | 0                | 0                     | 0                     |
| 27  | Brisbane City FC            | 0                   | 0                | 0                | 1                | 0                     | 1                     |
| 28  | Gold Coast United FC        | 0                   | 0                | 0                | 1                | 0                     | 0                     |
| 28  | Melbourne City FC           | 0                   | 0                | 0                | 1                | 0                     | 0                     |

Źródło: OzFootball.net i Ultimatealeague.com.